# Condado de San Pedro del Álamo
El Condado de San Pedro del Álamo es un título nobiliario español creado el 15 de septiembre de 1734 por el rey Felipe V a favor de Francisco Valdivieso y Mier y Bareda, Mariscal de Campo de los Reales Ejércitos, vecino de México.
Este título fue rehabilitado en 1916 por Juan Antonio Güell y López, III marqués de Comillas, con la nueva denominación de Condado de San Pedro de Ruiseñada, como VI conde.
Fue nuevamente rehabilitado en 1970 por Alfonso Güell y Martos, VIII marqués de Comillas, como VIII conde.

## Condes de San Pedro del Álamo
|                                                                    | Titular                                         | Periodo               |
| Creación por Felipe V                                              | Creación por Felipe V                           | Creación por Felipe V |
| ------------------------------------------------------------------ | ----------------------------------------------- | --------------------- |
| I                                                                  | Francisco Valdivieso y Mier y Barreda           | 1733- ?               |
| II                                                                 | José Francisco Valdivieso y Azlor Echeverz      |                       |
| III                                                                | José Manuel de Valdivieso y Gallo               |                       |
| IV                                                                 | María de los Dolores de Valdivieso y Valdivieso | ? -1854               |
| V                                                                  | Ignacio de Valdivieso y Vidal de Lorca          | 1854-1861             |
| Rehabilitado en 1916, por Alfonso XIII, con la actual denominación |                                                 |                       |
| Condes de San Pedro de Ruiseñada                                   |                                                 |                       |
| VI                                                                 | Juan Antonio Güell y López                      | 1916-1928             |
| VII                                                                | José Claudio López y Churruca                   | 1928-1958             |
| Rehabilitado en 1970, por Francisco Franco                         |                                                 |                       |
| VIII                                                               | Juan Alfonso Güell y Martos                     | 1970- ?               |
| IX                                                                 | Alfonso Ignacio Güell y Merry del Val           | 1998-actual titular   |

## Historia de los condes de San Pedro del Álamo
- Francisco Valdivieso y Mier, I conde de San Pedro del Álamo.

1. Casó con María Josefa de Azlor Echeverz, III marquesa de San Miguel de Aguayo.

De cuyo matrimonio nacieron, al menos, dos hijos:
1. José Francisco, primogénito, que sigue; y
2. Pedro Ignacio Valdivieso y Azlor (n.1744-1820), IV marqués de San Miguel de Aguayo.

Le sucedió su hijo primogénito:
- José Francisco Valdivieso y Azlor, II conde de San Pedro del Álamo.

1. Casó con Mariana Gallo y Núñez de Villavicencio, hija de Juan Eusebio Gallo y Pardiñas, caballero de la Orden de Santiago, y Gertrudis Ignacia Núñez de Villavicencio.

Le sucedió su hijo:
- José Manuel de Valdivieso y Gallo, III conde de San Pedro del Álamo.

Le sucedió su hija:
- María de los Dolores de Valdivieso y Valdivieso (f. en 1854), IV condesa de San Pedro del Álamo.

Le sucedió un nieto del primer conde:
- Ignacio de Valdivieso y Vidal de Lorca (1805-1861), V conde de San Pedro del Álamo.

Rehabilitación de 1916, con la nueva denominación:
- Juan Antonio Güell y López (1876-1958),[1]  VI conde de San Pedro de Ruiseñada (por rehabilitar a su favor el antiguo condado de San Pedro del Álamo con esta nueva denominación de «San Pedro de Ruiseñada», III marqués de Comillas, II conde de Güell.

1. Casó con Virginia Churruca y Dotres. Le sucedió, por cesión, su hijo:

- José Claudio Güell y Churruca (.-1958), VII conde de San Pedro de Ruiseñada.

1. Casó con María del Carmen Martos y Zabálburu, XII Marquesa de Fuentes. Le sucedió su hijo:

Rehabilitación en 1970:
- Juan Alfonso Güell y Martos[2] VIII conde de San Pedro de Ruiseñada ( por rehabilitación a su favor en 1970), IV marqués de Comillas, III conde de Güell (por rehabilitación en 1995).

1. Casó con María de los Reyes Merry del Val y Melgarejo. Le sucedió su hijo:

- Alfonso Ignacio Güell y Merry del Val, IX conde de San Pedro de Ruiseñada.